# Perri 6
Perri 6 là một nhà khoa học xã hội người Anh. Ông đổi tên mình từ David Ashworth thành Perri 6 vào năm 1983. Mặc dù không phải là một học giả vào thời điểm đó, nhiều năm sau đó, ông nói rằng ông cảm thấy thích thú với khái niệm "6, P" xuất hiện trong các bài báo học thuật.
6 làm việc cho Demo, một trung tâm think tank theo chín trị trung tả có quan hệ gần gũi với New Labour trong những năm 1990. Phần lớn nghiên cứu gần đây của 6 dựa trên lý thuyết văn hóa về rủi ro, mà ông gọi là "lý thuyết thể chế tân Durkheimian". Ông cũng đã thực hiện nghiên cứu được chính phủ hậu thuẫn cho Văn phòng Ủy viên Thông tin. Ông cũng đã viết cho Journal of Public Administration Research and Theory, Social Policy and Society và Public Administration.
Hiện ông đang là Chủ tịch Quản lý Công tại Đại học Queen Mary ở London.

## Vinh danh
- Năm 2013, 6 người được bầu là Viện sĩ Viện Hàn lâm Khoa học Xã hội.[9]

## Công trình chọn lọc
- 6, Perri; Margetts, Helen; Hood, Christopher (2010). Paradoxes of modernization: unintended consequences of public policy reform. Oxford New York: Oxford University Press. ISBN 9780199573547.Quản lý CS1: tên số: danh sách tác giả (liên kết)